# Nyssa ursina
Nyssa ursina är en kornellväxtart som beskrevs av John Kunkel Small. Nyssa ursina ingår i släktet Nyssa och familjen kornellväxter. Inga underarter finns listade i Catalogue of Life.